# 砂嵐

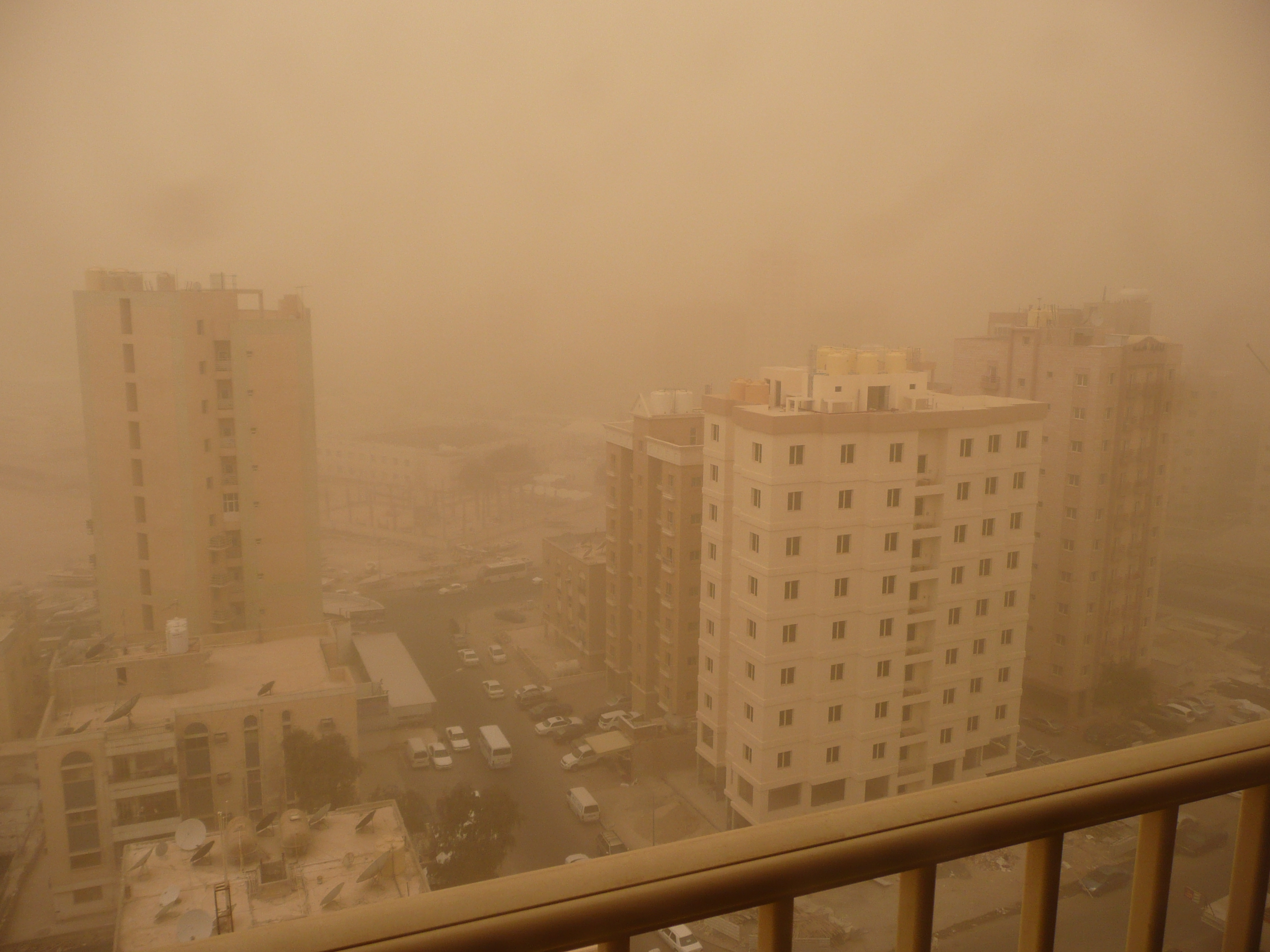
砂塵嵐に包まれた町（クウェート）

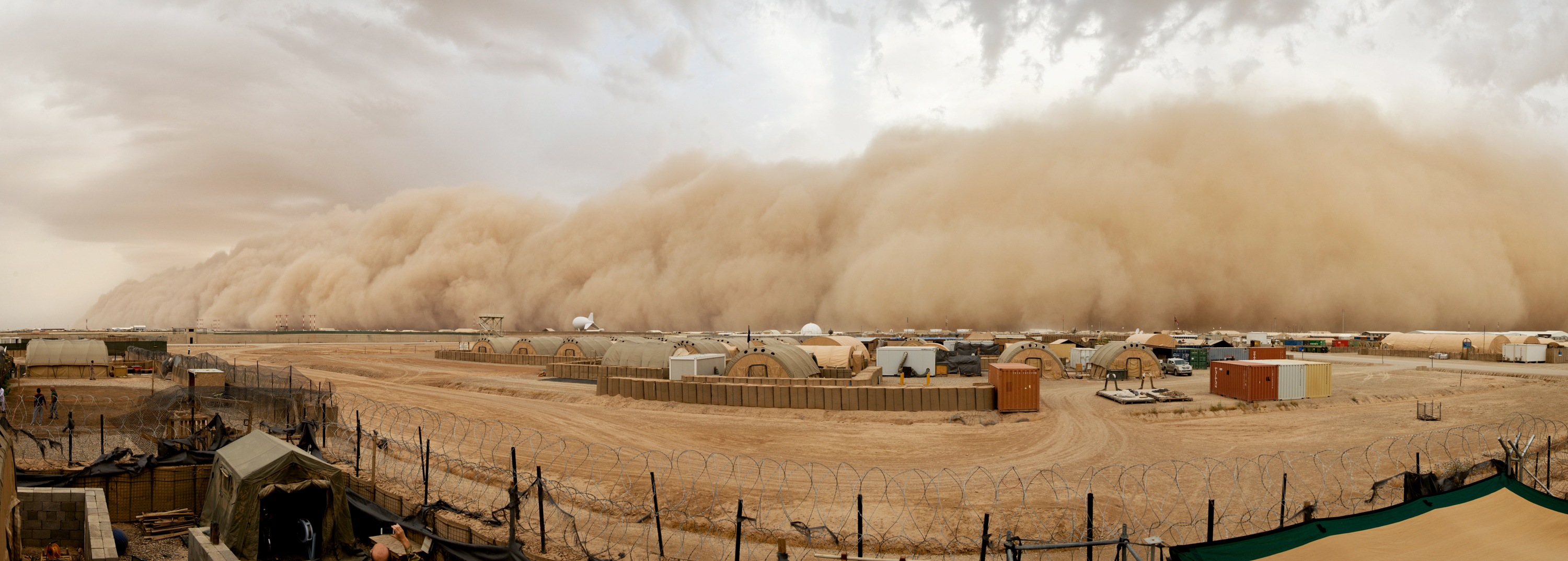
迫ってくる砂塵嵐（ハブーブ）に伴う砂塵の壁。前面に凹凸構造が見えている。（アフガニスタン）

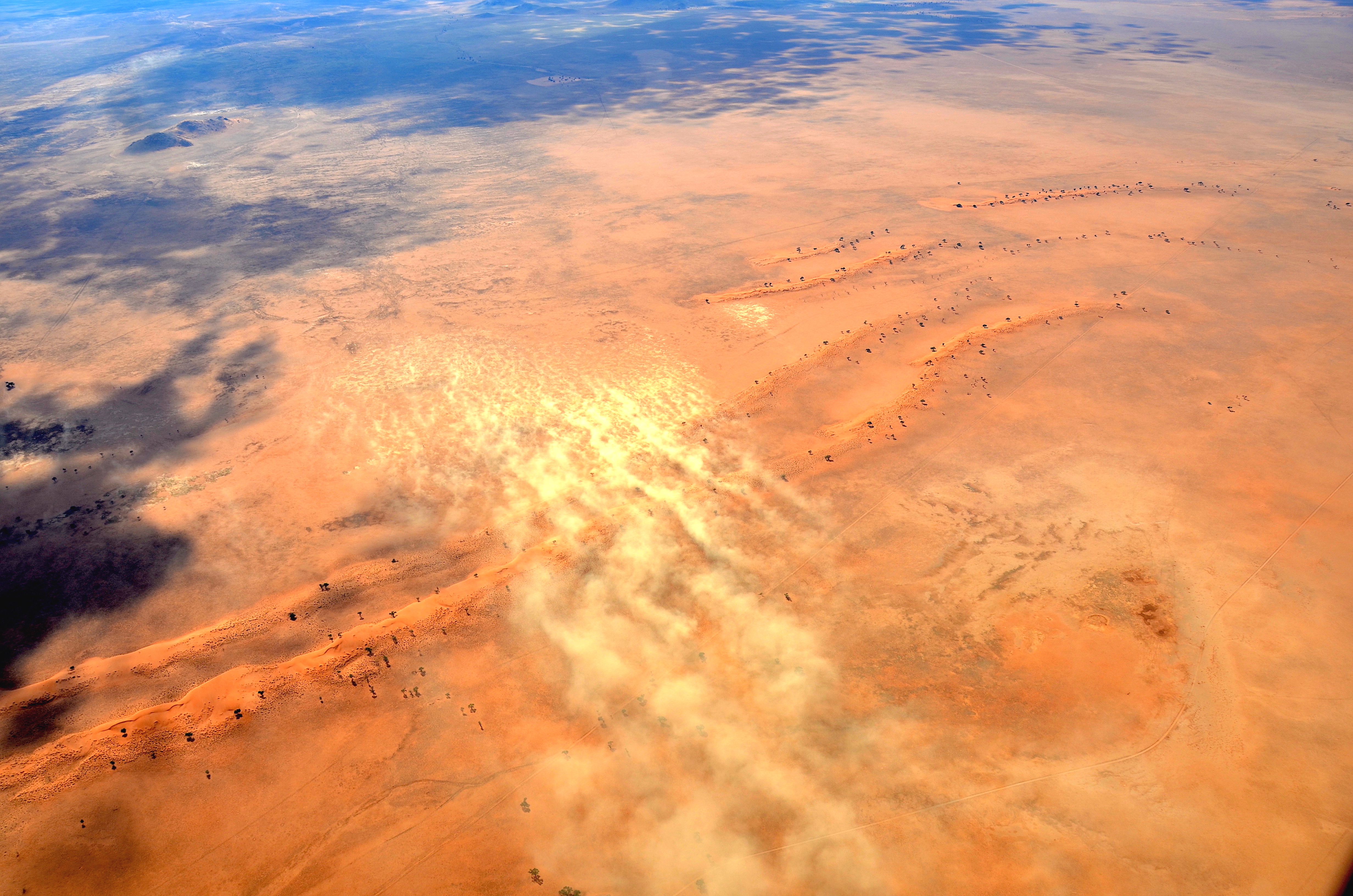
航空機から見た砂塵嵐（ナミブ砂漠）

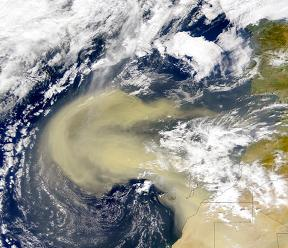
大西洋を渡るサハラ砂漠の砂塵嵐の衛星画像

砂嵐（すなあらし）または砂塵嵐（さじんあらし）とは、塵や砂が強風により激しく吹き上げられ、空高くに舞い上がる現象。空中の砂塵により、見通しが著しく低下する。砂漠や半乾燥地において発生する。なお砂嵐という語は、砂を主体とする狭義の砂嵐を指す場合と、より広く砂塵嵐と同じものを指す場合とがある。

## 定義
土壌粒子（砕屑物）には粒径による「砂」（2 - 0.0625ミリメートル(mm)）「シルト」（62.5 - 4マイクロメートル(μm)）「粘土」（4 μm以下）の区分がある。風に巻き上げられている地表物質が、砂を主体とするとき「砂嵐」(英: sandstorm）、シルトを主体とするとき「塵嵐」（duststorm）と呼び分けることもある。しかし、どの砂嵐・塵嵐も粒径の分布は連続的であるため、この区別は厳密なものではない。
気象観測における砂塵嵐（duststorm）は、塵や砂が強風により空中高く大量に吹き上げられ、目の高さの視程（見通し）が1キロメートル(km)未満となるものをいい、世界気象機関による共通の定義となっている。猛烈な砂塵嵐では、視程がゼロとなることさえある。なお、視程の低下が弱かったり、砂塵が目の高さより低い程度に吹き上げられたりしているものは風塵（blowing dust）という。（前述の）狭義の砂嵐の視程が悪化したものが砂塵嵐とも位置付けできる。
砂塵嵐に強度区分を設けている国もある。アメリカでは"duststorm"のうち視程が5/16マイル（約500 m）未満と極端に悪化したものを"severe duststorm"（激しい砂塵嵐）とする。中国では"沙尘暴"（砂塵嵐）のうち視程が500 m未満のものを"强沙尘暴"、さらに50 m未満のものを"特强沙尘暴"とする。
研究や政策立案の場面でsandstormとduststormを総称するSand and dust storms (SDS) という用語を用いることもある。

### 観測
国際気象通報式では、観測時に砂塵嵐があるかどうか、観測所付近になくとも遠方に見えるかどうか、砂塵嵐の3段階の強度、前1時間内の濃度変化（薄くなった/変化がない/濃くなった）、雷を伴うかどうかの組み合わせで区分される天気から選択して報告する。砂塵嵐の基本の記号は、弱または並の強度が、強い強度が（参考として、風塵は）。ただし、自動観測では「地ふぶき又は風じん」の視程1 km以上または1 km未満の区分だけが定義されている。
航空気象の通報式では、「その他の現象」欄にて、sandstormを表すSSおよび、duststormを表すDSを用いて特記する。ほかに「視程障害現象」の欄のDUがちり、SAが砂を表し、「特性」の欄の低いを表すDR、高いを表すBLと組み合わせて用いる。
ラジオ気象通報などの日本式天気図における「砂じんあらし」の天気記号は「」。観測時に視程1 km未満の砂塵嵐があって、雨や雪が降ったり、雷が鳴ったり霧が出ていないとき、天気を砂じんあらしと記録する。なお日本では、気象台で目視により砂塵嵐などの観測を行っていたが、2019年から2024年にかけてほとんどの気象台で天気が自動観測に代替された影響で、東京と大阪を除き観測を終了している。
砂嵐・砂塵嵐の強さを粒子状物質PM10やPM2.5の濃度で表すこともある。濃い砂塵嵐ではPM2.5の1時間あたり最大濃度が1000マイクログラム毎立方メートル(μg/m3)を超え、猛烈なものではPM10が15,000 μg/m3を超えることがある。

## 発生機構

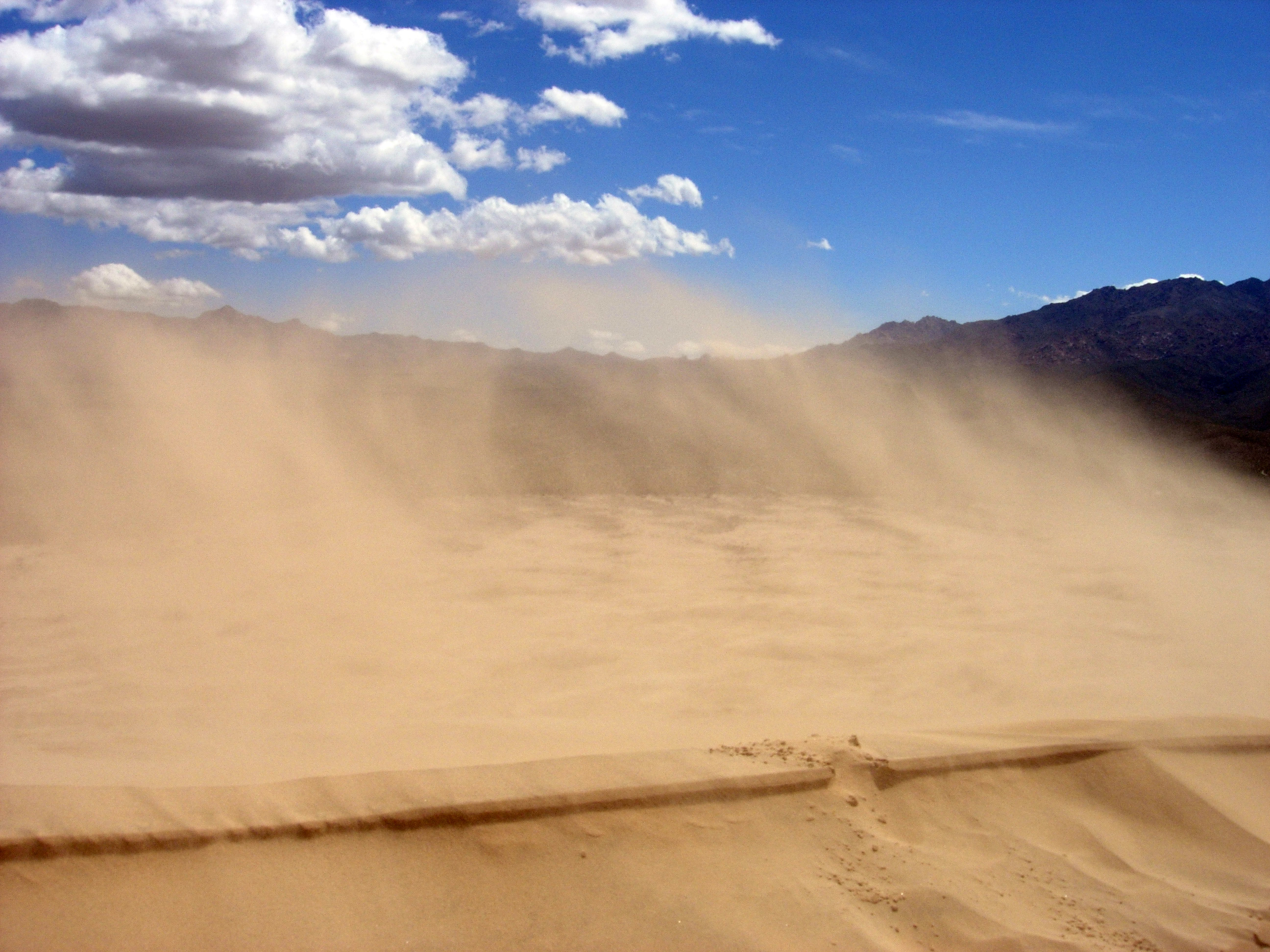
（粗粒の）砂嵐

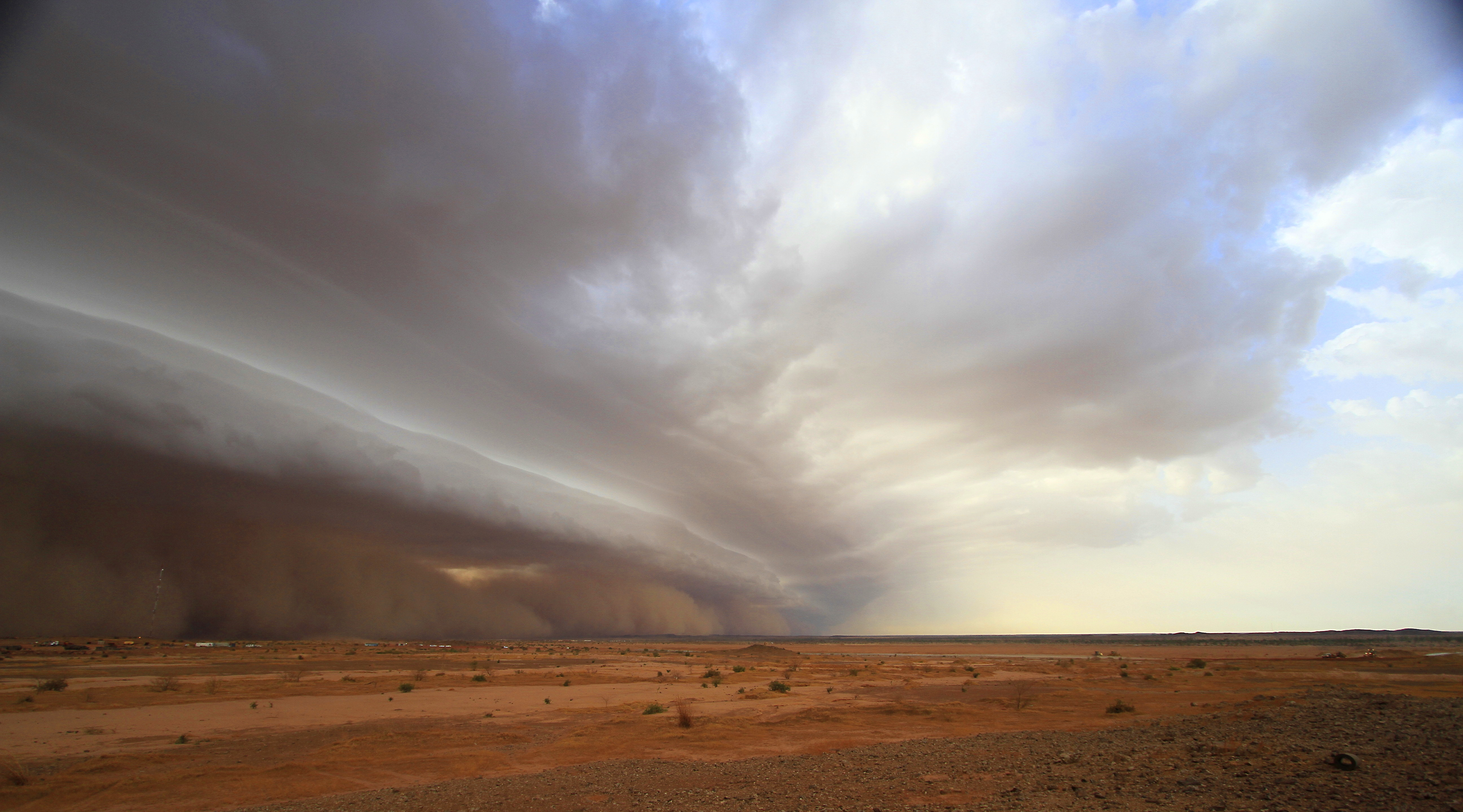
アーチ雲に平行な砂塵の壁

狭義の砂嵐と砂塵嵐のプロセスや気象条件は以下の通り。

### 砂嵐
狭義の砂嵐では、飛散する砂の粒径はおおむね1 - 0.08 mm程度。移動のほとんどは跳ね上がる跳動の様式（運搬作用参照）をとり、砂粒が跳ね上がる高さはふつう4 m以内で、15 mを超えることはほとんどないとされている。地形学では砂が跳動と匍行で移動する現象を飛砂（sand drift）と定義し、弱い風、例えば風速10メートル毎秒(m/s)では跳ね上がる高さは50 cm以内とされるが、より強い風で多量の飛砂が生じているものを（狭義の）砂嵐に位置付けることができる。
なお、飛砂の量は風速の3乗（あるいは摩擦速度の3乗と同等）に比例することが分かっている。
狭義の砂嵐は、固結せずあまり塵の粒子（ダスト粒子、シルト以下の粒子）と混交していないような緩い砂が広がる砂漠地帯、特に砂丘で発達しやすい。狭義の砂嵐が生じる範囲は砂塵嵐より狭く、砂丘の侵食などを生じるが局所的である。地表の加熱に伴い風が強まる効果により、日中に発生し夜間に消滅することが多い傾向がある。
ただし、狭義の砂嵐は主に突風によって生じ、その発生頻度は通常の風の頻度と必ずしも相関しない。

### 砂塵嵐
砂塵嵐（塵嵐）では、強い風によって粒子は上空高く数千 mに吹き上げられる浮遊の移動様式（運搬作用参照）をとり遠くまで移動する。一部の粗粒な砂も浮遊運動が見られるものの、大きな粒子ほどすぐに地表に落ちる傾向がある。ふつう浮遊して運ばれるのはシルト以下の細粒の粒子。文献によって多少差があるが、例えば発生源から100 km以上運ばれる粒子はおおむね粒径20 μm未満などとされる。
砂塵嵐を発生させる気象要因として、低気圧の接近や前線の通過による強風と、昼の日射による不安定が挙げられる。
低気圧や前線に伴う砂塵嵐は、広範囲に砂塵を巻き上げ、発生の初期には（前記とは別の）前線状の構造が現れることがある。少し離れた地点から見た場合、その進行してくる前面は幅が広く背の高い茶色の壁"dust wall"（砂塵の壁(仮訳)）となって、これが迫ってくる様子が観察される。
砂塵の壁は、水平方向の長さ数百 mから数 km、高さ1 - 2 kmほどに達することがある。壁の通過に伴い、日中でも夜のように暗くなることがある。このような砂塵嵐はハブーブ（haboob）とも呼ばれる。
砂塵の壁の後方に積乱雲が控えることもある。ドライラインの通過に伴う場合、侵入してくる寒気の前面に雲を伴わず発生する場合もある。
積乱雲からの冷気外出流やその先端のガストフロントは重力流の性質をもち、その運動が砂塵嵐発生のきっかけのひとつとなっている。また、砂塵の壁の垂直な表面に観察される小さな出っ張り（ローブ）と裂け目（クレフト）の構造は、重力流の先端に生じる凹凸構造を可視化したものとなっていてその性質をよく表している。
砂塵の壁の前方の空気は、ふつう高温で風は弱い。壁が頭上を通過して砂塵の中に入ると、視程は急激に低下し風が強まる。
ガストフロントなどに伴う砂塵の壁は、総観規模の擾乱（低気圧など）の下で起こる砂塵の壁に比べると、持続時間は短いことが多いが、より濃い砂嵐となる場合がある。
なお進行する砂塵の壁の前方には塵旋風ができることがある。離れていくものもあれば、砂塵の壁に取り込まれるものもある。
一方乾燥地域では、日中加熱により地面付近の大気の不安定度が増してしばしば塵旋風が生じ、混合層内に砂塵を巻き上げて砂塵嵐を生じさせる。特に夏期の晴れた午後にはこれが毎日繰り返される。

### その他の砂塵嵐の性質
砂嵐が濃いと日光が散乱されるため周囲が赤みを帯びてきて、さらに濃くなると日光が完全に遮られて夜のように暗くなる。
砂塵嵐は乾燥した土地で発生する。狭義の砂嵐と異なり、耕作可能な土地で少雨が続き乾燥したときにも発生する。
（狭義の）砂嵐や砂塵嵐の継続時間は、数時間程度のものもあれば数日続くものもある。
砂嵐や砂塵嵐の強度や頻度は、乾燥に伴い季節的に変化する。より長期的な変化もみられる。
砂塵嵐の成分は主にシリカで多くは石英の形で含まれ、ほかにアルミニウム、鉄、カルシウム、マグネシウム、カリウム、塩類が含まれる。有機物、細菌などの微生物、人為的な大気汚染物質なども含まれる。

### 長距離移動
砂塵嵐は発生地から数千 km運ばれ、国境をまたいでちり煙霧を生じさせる。これは堆積学の観点からは広域に運搬される風成塵となる。
発生地から離れるに従い濃度は低下していき、風下へ移動しながら乾性・湿性沈着のプロセスで固定されていく。
例えば、サハラ砂漠では塵（ダスト）の粒子は高さ約2,500 mに達し、北東風のハルマッタンに乗り西に流れ、平均20 m/sで約6000 kmを移動する。塵の中央粒径は、供給源から1,000 kmで20 μm、2,000 kmで20 - 8 μm、5,000 kmで2 μmという報告があるように、遠くに到達するものほど小さくなっていく。タクラマカン砂漠の地表の塵粒子は中央粒径70 - 20 μmで、地表付近に6 - 10 m/sの風が吹くとき数千m上空まで舞い上がる。中国黄土高原の黄土（レス）は中央粒径約40 - 10 μm、黄砂として日本に到達するものは約15 - 3 μm。
砂塵嵐がもとで遠方に運ばれた塵の粒子は、雨に混じって降ることもある（塵雨）。この雨は赤みや黄色みを呈する。

## 砂嵐の影響と対応
（狭義の）砂嵐や砂塵嵐の主な影響を挙げる。塵の粒子が漂う大気環境では、呼吸器疾患や心血管疾患を筆頭として健康への影響が生じる。農作物は損傷を受けたり、生育に必要な肥沃な表土を吹き飛ばされたりする。砂塵嵐による視界不良は交通事故のリスクを上げ、交通機関の停止なども生じる。生活や産業における砂塵の清掃は経済的負担にもなっている。
砂塵を防ぐ格好として、長袖の衣服や帽子、スカーフなどが挙げられる。中東などでは、砂の侵入が少ない、一枚布や体を広く覆える形状の衣装が一般化している。
なお、乾燥地域に住む住民の半数である約10億人の人々は貧困層とされ、経済的に天然資源に依存しており環境変化の影響を受けやすい。
砂塵嵐の監視や予測も行われている。観測網が構築され、予測モデルに必要な発生の物理過程がよく理解されていることが必要であるが、いくつかの地域で予報が運用されている。世界気象機関の砂塵嵐警戒評価システム（SDS-WAS）は各国の取り組みを支援するもので、2015年時点でこれを受けた15の機関が毎日の予報を提供している。
また、予報に基づいて報道や携帯端末への通知を行う早期警報システムを運用しているところもある。韓国には黄砂の注意報・警報を通知するシステムがある。健康影響の観点でも、このような通知や空気質の悪化の報道が行われることは、大気汚染物質への曝露を減らす行動変化に繋がるとする報告がいくつかある。
砂塵嵐との関連が指摘されている特定の疾病もある。「髄膜炎ベルト」とも呼ばれるサヘル地域における髄膜炎の流行は、ハルマッタンに伴う砂塵嵐との相関を示す報告、その因果関係を示す仮説が報告されている。一方、砂塵嵐自体ではなく、これが多い時期に人々が密集することが原因とする説もある。
アメリカ南西部の州間高速道路では砂塵嵐、特にハブーブによる視界不良を電子標識により利用者に警告するシステムがある。
このほか、砂塵嵐が陸と海の両方で、栄養塩の移動などの生物地球化学的循環や、水質、気候などに影響を及ぼすことが知られている。大気放射や雲物理過程における土壌エアロゾルの効果は、気候変動の重要な研究テーマのひとつである。

## 発生地と影響地
砂塵嵐の発生地を地球規模で見ていく。単位面積当たりの発生量が多い砂塵嵐が活発なところは北半球に偏っていて、北アフリカの西海岸から中東、南アジア、中央アジア、北東アジアの乾燥地帯に連なって分布する。この帯を"dust belt"（ダストベルト）と呼ぶこともある。北アメリカのグレートベースン、南アメリカのアタカマ砂漠、南部アフリカ、オーストラリア大陸中央部などにも分布するが発生量は少なく、影響は地域的である。
人口や家畜のデータを加味した分析も行われている。これによると、砂塵嵐の人口リスクが高い地域は、サハラ砂漠の南東部・南西部・北西部、ルブアルハリ砂漠の北部・南東部、インド西部のタール砂漠周辺、イランとトルコにまたがる砂漠地帯、タクラマカン砂漠、中国・モンゴルの農牧地域とゴビ砂漠、アメリカ合衆国南西部の砂漠地帯、グレートプレーンズからメキシコ北部、南アメリカの西海岸、ブラジル北東部が挙げられる。家畜のリスクが高いのは、サハラ砂漠、アラビア砂漠南部、タール砂漠、イランとトルキスタン地域の砂漠、タクラマカン砂漠、ゴビ砂漠、オーストラリアの中央部・南部、北アメリカの砂漠、グレートプレーンズ中央部、メキシコ北部、南アメリカの西海岸・北東部の各乾燥地帯に隣接する地域が挙げられる。
また、主に非乾燥地帯の農地で、適切な管理が行われないことに起因する風食（土壌劣化と言及されることもある）が生じている地域がある。地中海沿岸の半乾燥地や北半球の温帯に分布していて、ヨーロッパの農地では問題となっている。水資源の過剰使用により干上がった湖底や地下水が後退したその周辺域が、砂塵嵐の新たな発生地となる例も多くみられる。
狭義の粗粒の砂嵐は例えば、サハラ砂漠北部では前線の南下する冬に、南部でもハルマッタンが強くなる冬に強い砂嵐が多くなる。これに対してサハラ砂漠中央部には砂嵐の年間発生日20日以下の地域が分布するが、砂が少ない礫砂漠（レグ）が広く分布することが原因と考えられている。
中央アジアの乾燥地帯では、大きな昼夜の気温差に起因する突風が砂嵐をよく発生させ、容易に移動するバルハン（三日月型砂丘）の形成に寄与している。
サハラ砂漠の塵（ダスト）の粒子は北アメリカや南アメリカに到達するほか、北ヨーロッパでも観測される。地中海沿岸に分布する土壌テラロッサでは、母岩である石灰岩が変質して土壌化する過程にサハラ砂漠由来の風成塵が関与している。サハラ砂漠の塵が及ぼす影響は、土壌形成のほか、サンゴ礁の健康度、降水量、海面水温、ハリケーンの活動などさまざまなものが研究されている（Saharan dustも参照）。
南極にはオーストラリアや南アメリカパタゴニア由来の風成塵が堆積している。その堆積量は氷期に増加するため、氷床コア中の風成塵から得られるデータは、10から100年の精度で解析でき変動に対する応答が早い古気候の指標となっている。古いものでは74万年前まで遡る（EPICA/Dome C）。
非乾燥地帯でも、例えばウクライナの農地からの塵（ダスト）の粒子は中央ヨーロッパに到達している。

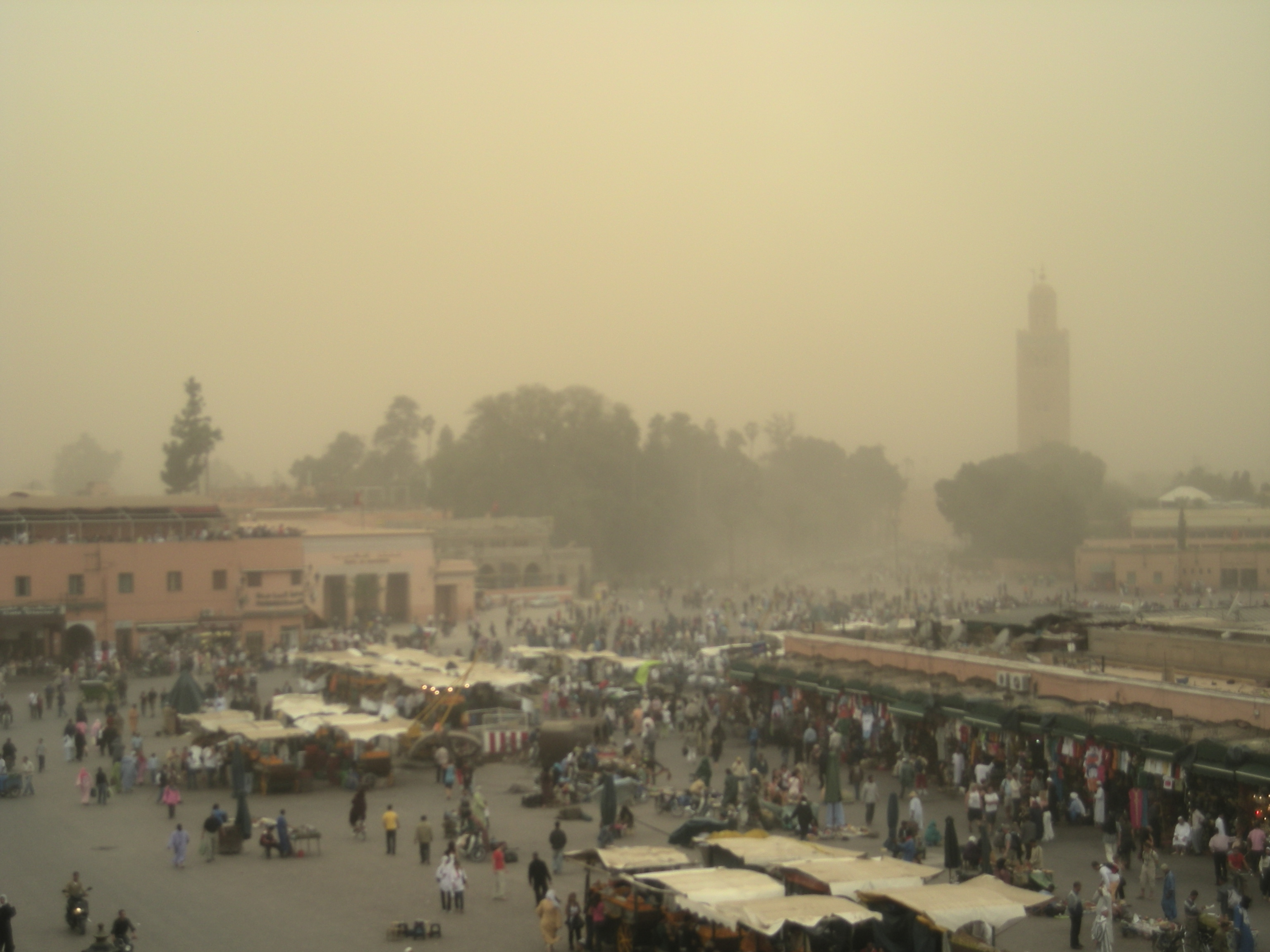
モロッコ・マラケシュの砂塵嵐
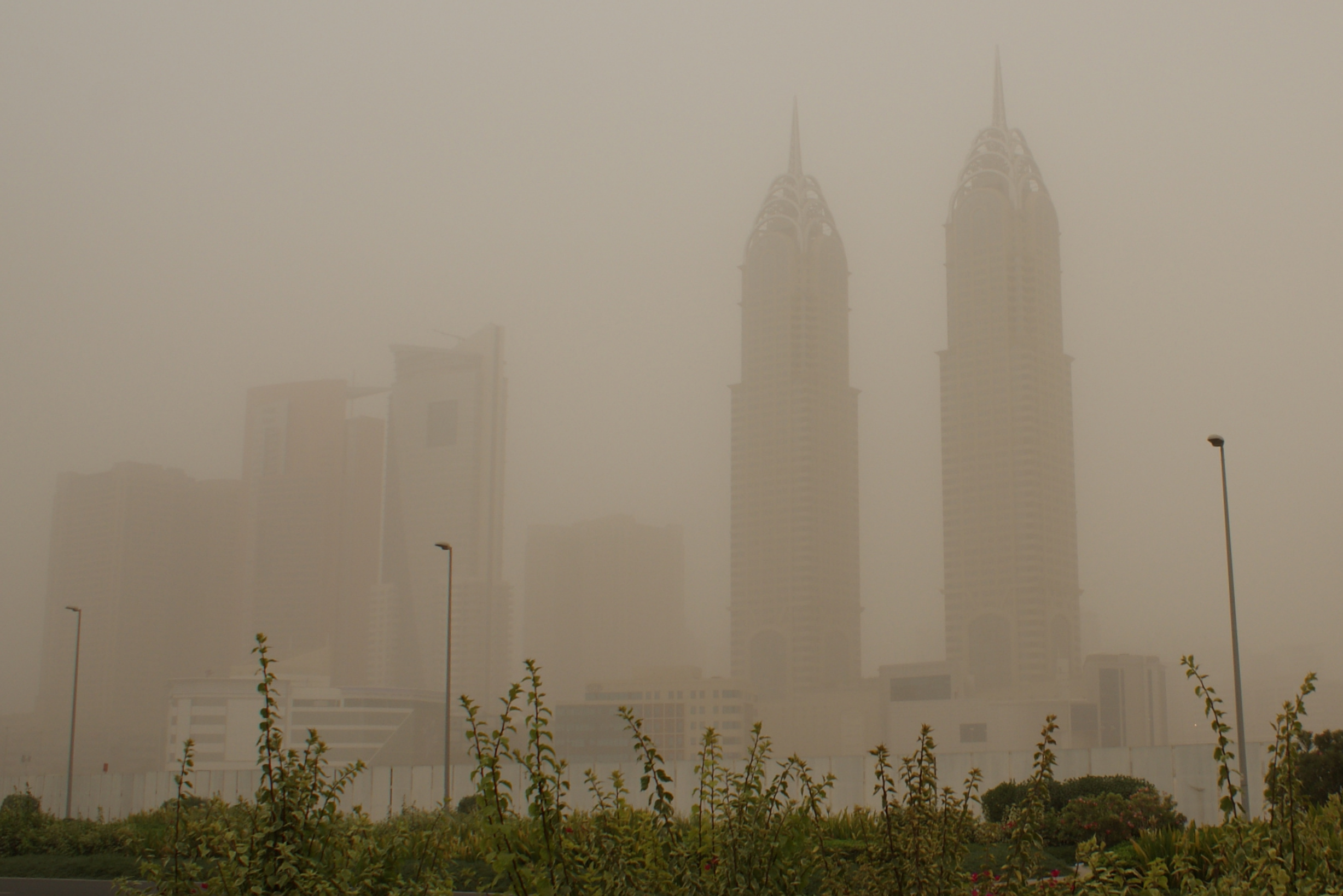
砂塵嵐にかすむドバイのビル群
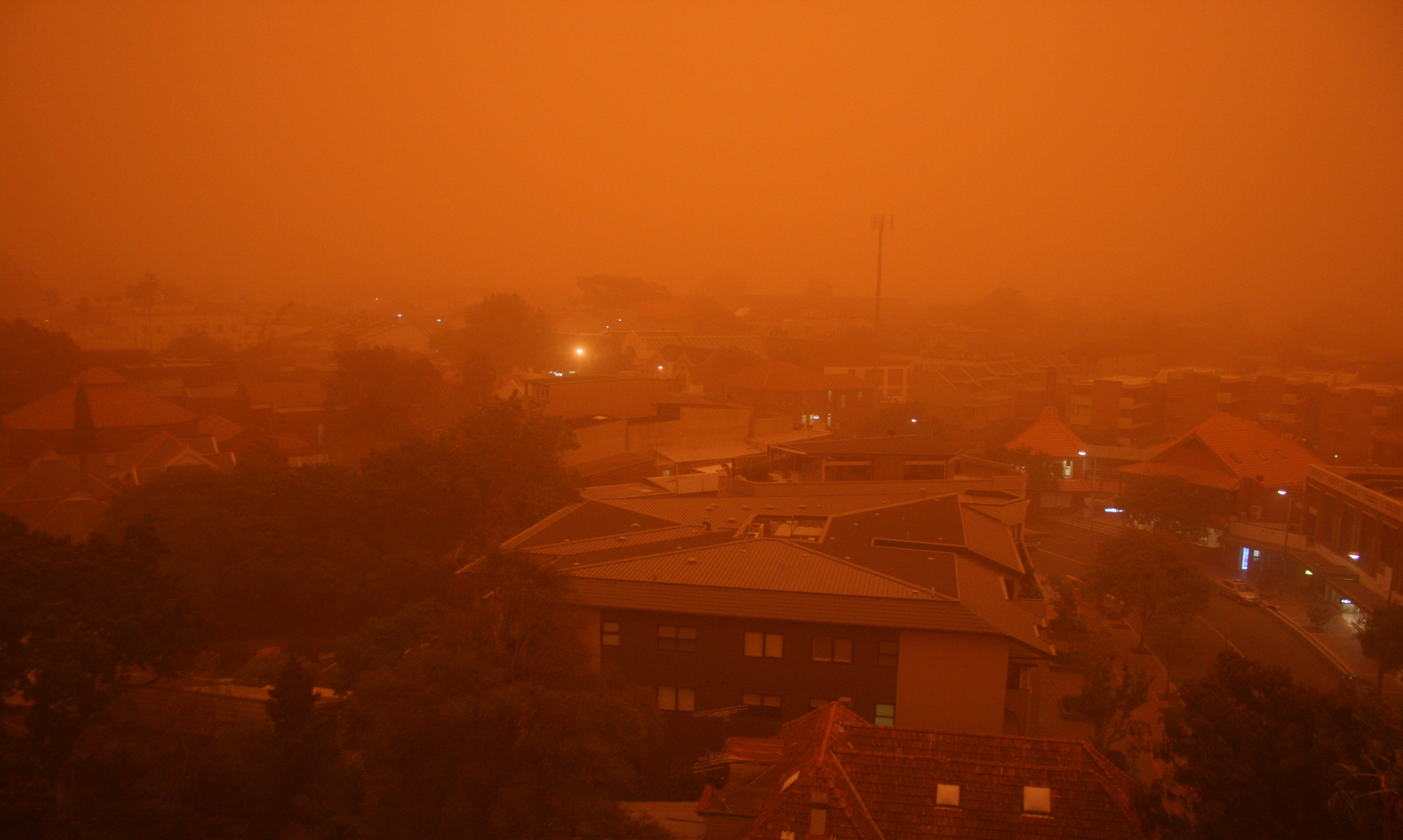
朝日に赤く染まる砂塵嵐（2009年9月、シドニー）
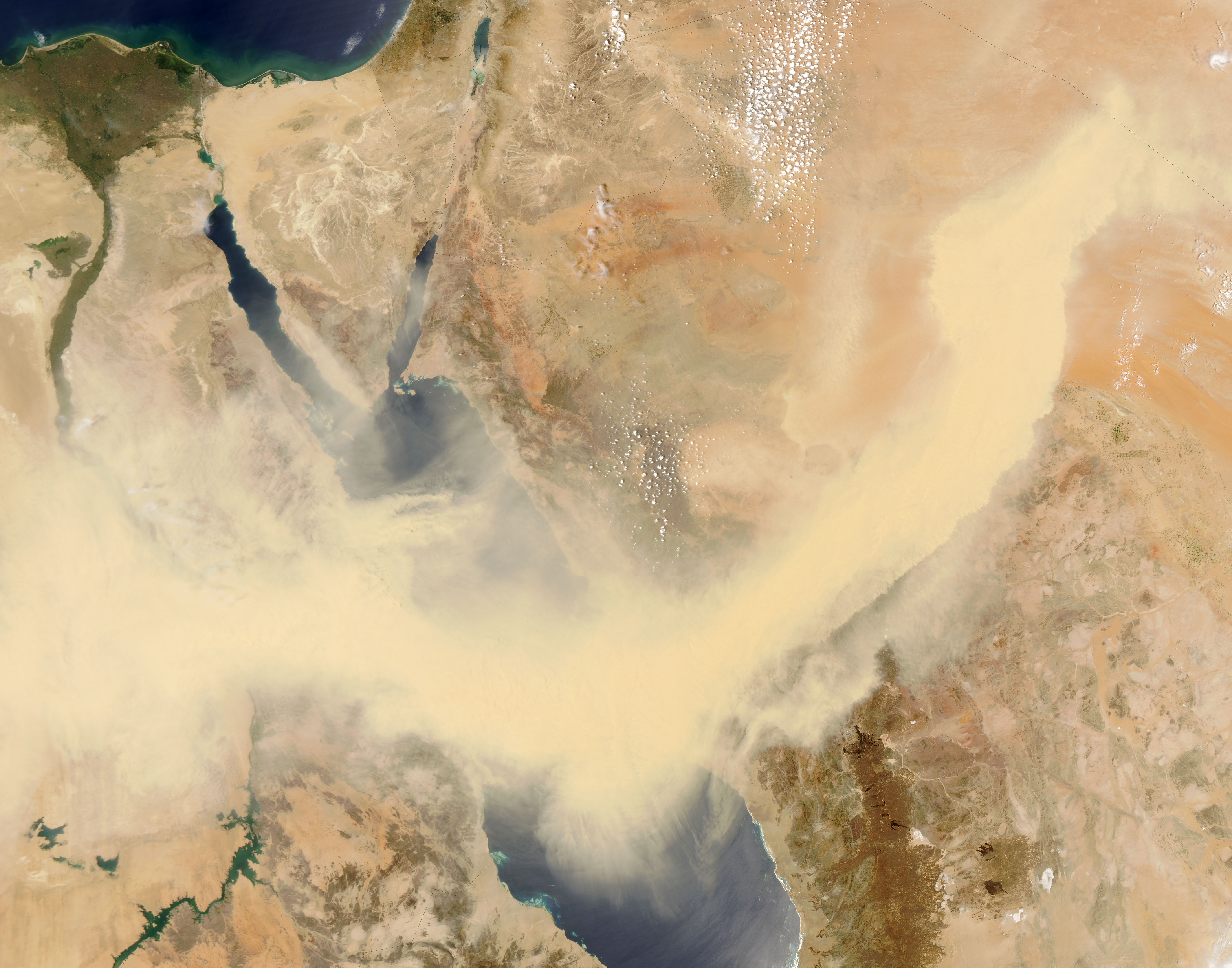
紅海を横断する砂塵嵐の帯
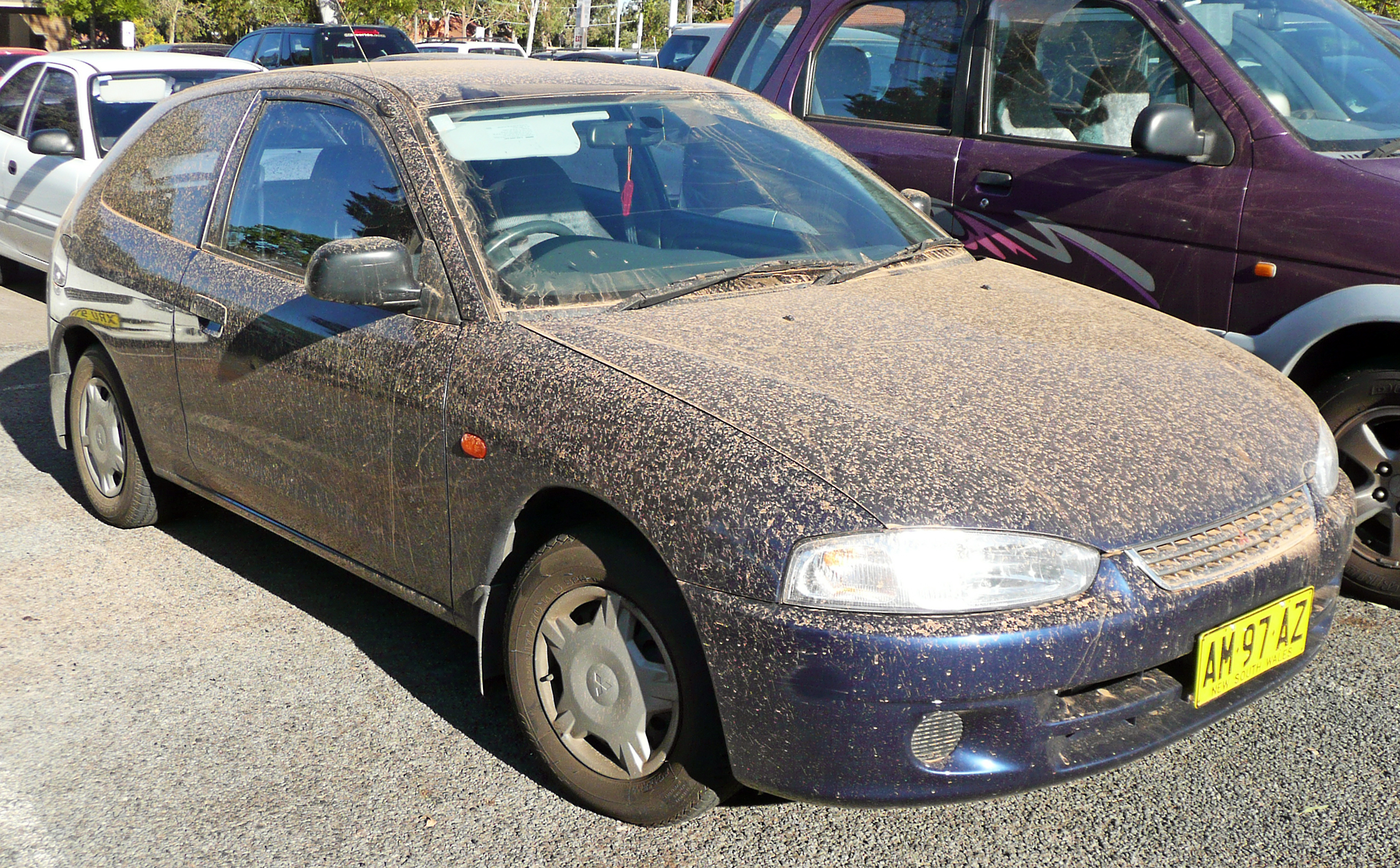
車に積もった砂
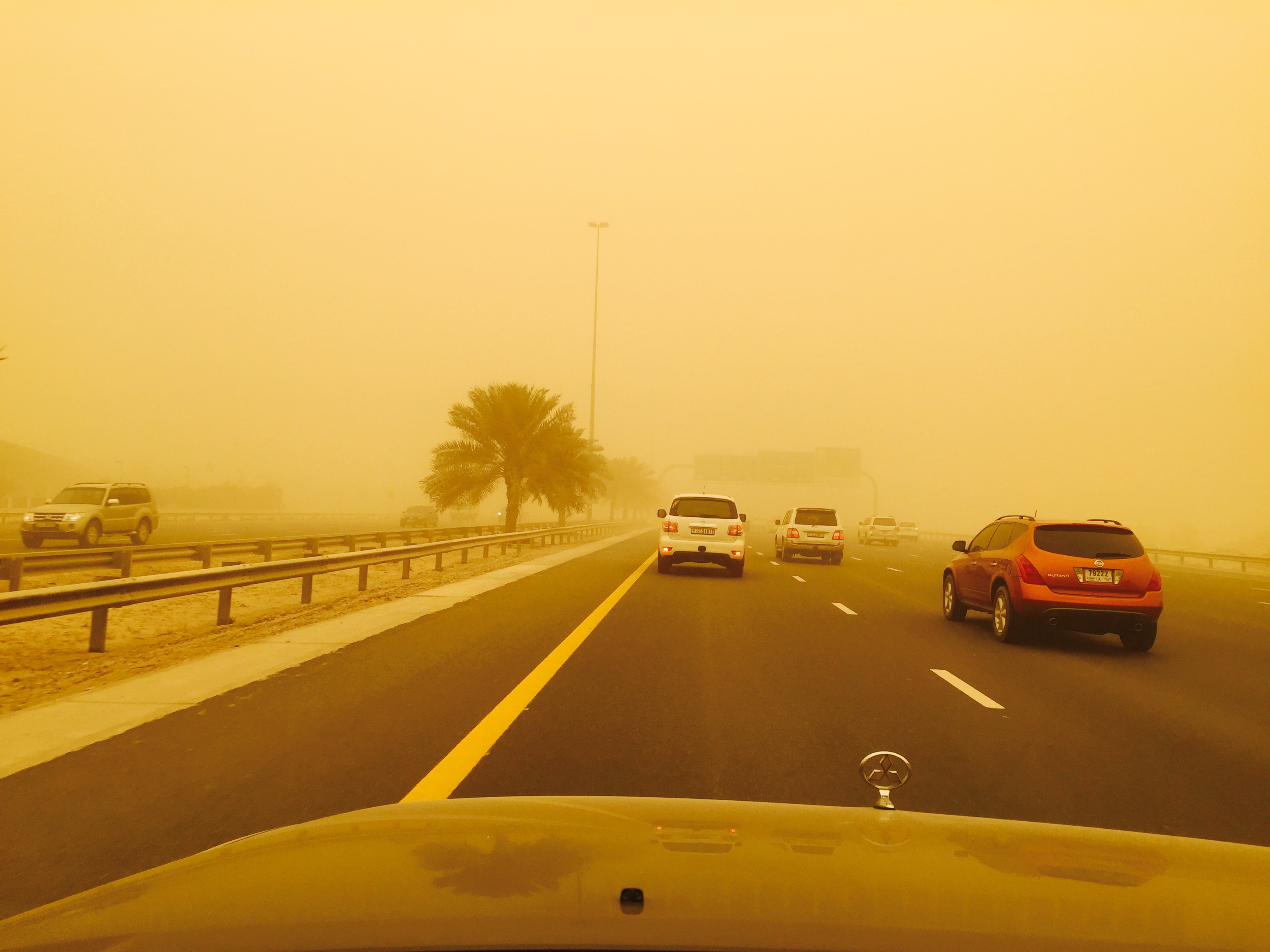
砂塵嵐による道路の視界不良
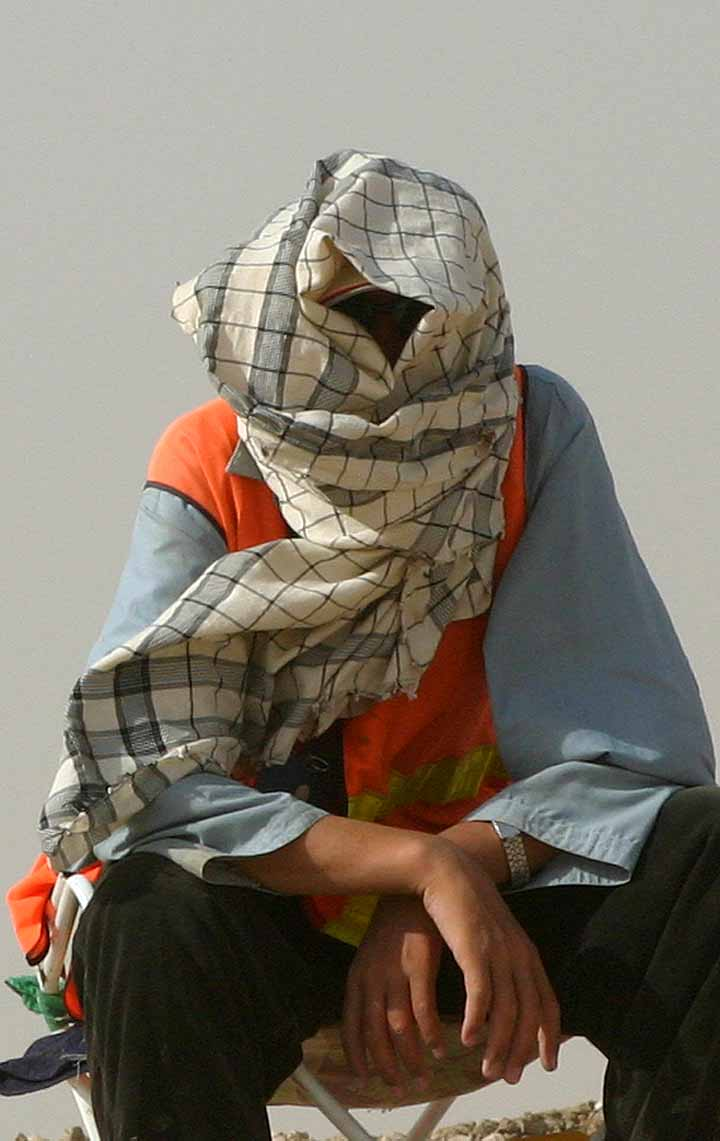
砂塵嵐から頭部を守るために布をかぶった男性

### 地方名
砂塵嵐そのものや砂塵嵐をもたらす風には、固有名詞がついたものがある。
- ハブーブ - スーダン。アラビア語由来の言葉で、アメリカなどでも強風に伴い発生し砂塵の壁をつくるような砂塵嵐を表す気象用語となっている[26]。
- シャマール - イラン、イラク、アラビア半島。6月から7月頃に多くなる、高温で乾燥した砂塵を伴う北・北西の風[37]。
- ハムシン - 北アフリカ、アラビア半島。主に晩秋から初冬に吹く、温かく乾燥した砂塵を伴う南寄りの風[38]。
- シムーン - サハラ地域、アラビア半島。非常に高温で著しく乾燥した風で、熱中症のリスクが高い[39]。
- ギブリ - リビアで内陸から地中海沿岸に向かって吹く。主に春から初夏に吹く、高温で乾燥した塵交じりの風[40]。モロッコでも同様の風ギブラが吹く[41]。
- シロッコ - 地中海北部・南ヨーロッパ。元は乾燥しているが北アフリカからやってくる途中に変質した、暖かく湿った塵交じりの南・南東寄りの風。霧や雨を伴うこともある[42][43]。
- lebeche(スペイン語版) - スペイン東部レバンテ地方で春に吹く、高温で乾燥した砂塵を伴う東風[44]。
- ハルマッタン - サハラ西部地域。主に晩秋から冬に吹く、冷涼で乾燥した大量の砂塵を伴う北東・東の風。砂塵は大西洋を越えて運ばれ、航行する船に積もったり航空機の運航に影響を与えたりする[45]。
- サンタ・アナ（英語版） - アメリカカリフォルニア州南部で砂漠から周辺に向かって吹く。主に晩秋から冬に吹く、高温で乾燥した砂塵を伴う風[46]。
- ゾンダ - アルゼンチン。冬を中心に吹く温かいフェーン風で、乾季には砂塵を伴う[47]。
- 黄砂 - 東アジアの内陸部の砂漠や乾燥地域から発生し風に運ばれてくる塵の粒子のこと[48]。中国北部では冬を中心に塵を伴った冷涼な強い西風が吹き、東アジア一帯に広がる[49]。春や秋には飛来する塵が靄となる[50]。
- カラブラン - 中央アジア。春から夏に吹く、大量の砂塵を伴う北東の風[51]。
- peesash, peshash, pisacheeなど - インド。高温で乾燥した砂塵を伴う風[52]。
- Kali Andhi(ヒンディー語版) - インド北西部で主に雨期前の晩春に発生する、突風に伴う激しい砂嵐[53]。

## 顕著な被害の例

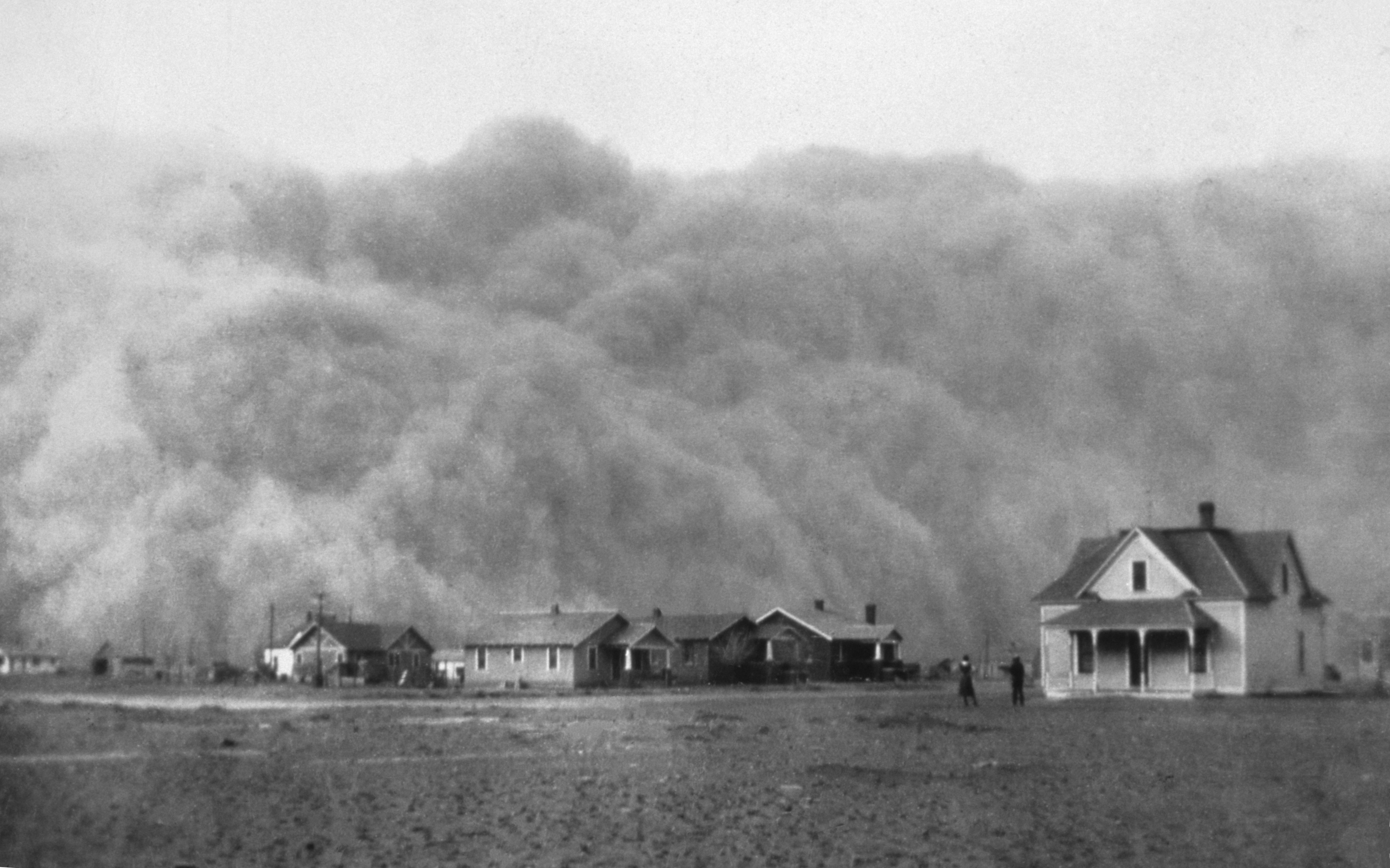
ダストボウルの時期の砂塵嵐（アメリカテキサス州、1935年）

- 1930年代 - アメリカ グレートプレーンズ - 急速な農地拡大により地表が根の浅い植物で占められ耕起の効果もあって表土の侵食や流失が進行、過剰耕作による水不足も発生した。乾燥により砂塵嵐が頻発し、大量の農地が表土むき出しのまま放棄され、その発生に拍車をかけた。ダストボウルと呼ばれている[54][55]。
- 1993年 - 5月5日 中国北西部寧夏回族自治区、内モンゴル自治区アルシャー盟、甘粛省 - 「黒風暴」と呼ばれる激しい砂塵嵐が集落を襲い、耕地21万ヘクタール、森林18万ヘクタールが被災、電柱倒壊による停電、鉄道や道路の埋没も発生した。家畜の死亡・行方不明48万頭、負傷者386人、死者・行方不明者112人に上り、記録が残る中で中国史上最悪の砂塵嵐であった[56]。
- 2012年 - 3月13日 アメリカ ワシントン州 - アメリカの都市では珍しい大規模な砂塵嵐が来襲。視界がゼロに近い状態になり、交通事故が多発した[57]。

## 緩和策
飛砂など大規模な自然要因の砂塵嵐の発生を防ぐことは難しく、発生のたびに対処していくことが現実的である。一方、特に非乾燥地帯での風食の形をとる砂塵嵐は、対策によって発生を低減することが可能と考えられている。
例えば、乾燥の強い土地では前回の作付けの植物残渣をわずかに残すだけで比較的高い飛散防止の効果が得られる。不耕起栽培は風食抑制に加えて管理効率が向上する効果もあるとされる。土地利用の効率化のため除去される傾向にある防風林を維持することも効果がある。過放牧を防ぎ草原を回復させる取り組みは、特に中国で政策的に多く導入されている。
道路や鉄道の近くではフェンスによる砂の侵入防止がしばしば行われる。砂地への人工的な被覆、土壌に適した草本・低木・高木を植えることも効果がある。なお緑化の初期には塩類の多い環境に耐える種を選ぶことが必要とされる。

## 地球以外の砂嵐

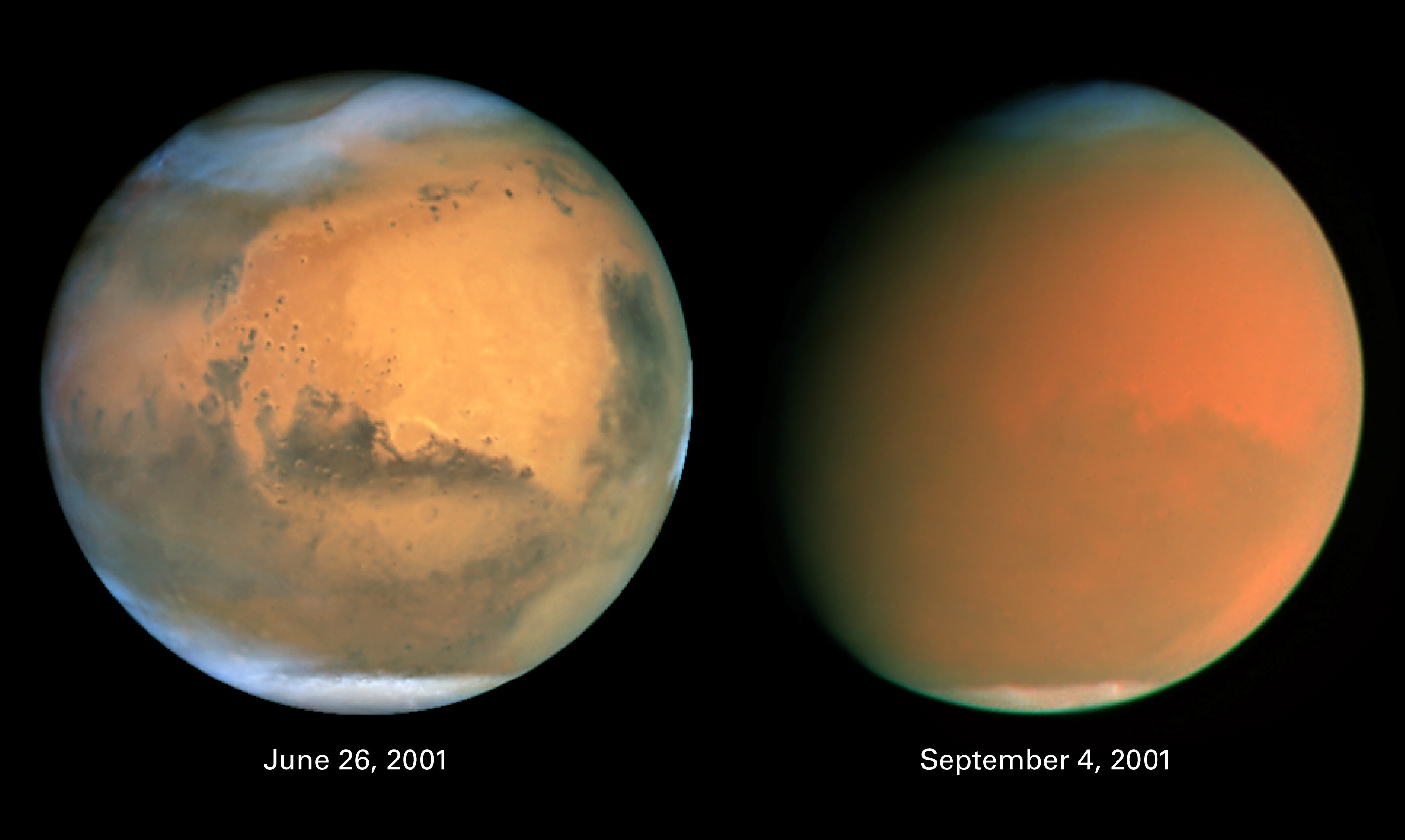
ハッブル宇宙望遠鏡で観測された火星の砂塵嵐。左は右下に小さく、右はほぼ全体を覆うような砂塵嵐が見える。

砂嵐の発生は地球上に限らない。例えば火星上では地球上と比較すると発生時間、面積共に大規模な砂嵐が発生し、時には星全体を覆うこともある。規模が大きくなる原因として、火星の大気が地球の約1/100と希薄な影響で、巻き上がった砂塵が大気を熱する効果が地球より高く、それが上昇気流を強めて砂嵐を自己増強しているとの仮説がある。火星の大規模な砂嵐は、観測時の条件が良ければ地球上からも天体望遠鏡で観測できる。